# Piero Sansonetti
Piero Sansonetti (Roma, 29 maggio 1951) è un giornalista, scrittore e opinionista italiano.

## Biografia
Nipote del barone e letterato salentino Girolamo Comi e discendente dell'economista Antonio De Viti De Marco.  Si iscrive al PCI nel 1971, di cui dirige la sezione universitaria romana durante gli anni di piombo, e rimane iscritto fino allo scioglimento del partito. Ha cominciato a lavorare a l'Unità nel 1975, prima come cronista, poi come notista politico e caporedattore. Dal 1990 al 1994 è stato vicedirettore e condirettore dello stesso giornale. Poi si è trasferito per un paio d'anni negli Stati Uniti, da dove è stato il corrispondente fino al 1996, quando è tornato in Italia per ricoprire nuovamente la carica di condirettore. Dal 1998 è inviato e commentatore, e si occupa soprattutto di politica italiana e di esteri.
Dal 1º ottobre 2004 all'11 gennaio 2009 è direttore di Liberazione, il quotidiano del Partito della Rifondazione Comunista, su volontà della dirigenza Bertinotti-Vendola, senza essere iscritto al partito. Il 12 gennaio 2009, a fronte di un deficit di oltre tre milioni e mezzo di euro, è stato rimosso dalla carica di direttore del quotidiano dalla nuova dirigenza del partito.
Da febbraio 2009 ha iniziato una collaborazione per il quotidiano Il Riformista. Dal 24 luglio 2010 è direttore del quotidiano d'informazione regionale Calabria Ora.
Chiusa l'esperienza di Liberazione ha lavorato alla nascita di un nuovo quotidiano di sinistra, Gli Altri, che ha una tiratura di circa 30-40 000 copie. Dopo due numeri zero, il primo dei quali distribuito a Roma il 4 aprile 2009 in occasione della manifestazione nazionale della CGIL "Futuro si, indietro no", il n. 1 è uscito il 12 maggio 2009. Da dicembre 2009 la testata da quotidiana è divenuta settimanale per ragioni di bilancio, in seguito anche un quotidiano on-line, dal titolo Gli Altri Online - La Sinistra Quotidiana, fino al 30 maggio 2014.
Il 18 giugno 2014 escono le prime copie del quotidiano Cronache del Garantista, ispirato al garantismo. La testata ha una redazione a Roma, una in Campania e tre in Calabria. Dopo la ricezione del contributo statale di 700.000 euro di contributi pubblici erogati dal Fondo per l'editoria della Presidenza del Consiglio dei Ministri, il 15 febbraio 2016 l'esperienza del giornale finisce con la dichiarazione di fallimento da parte del tribunale di Roma.
- 1975-2004: l'Unità
- 2004-2009: Liberazione
- 2010-2013: Calabria Ora
- 2014-2016: Cronache del Garantista
- 2016-2019: Il Dubbio
- 2019-2023: Il Riformista
- 2023-oggi: l'Unità

Dal 2009 al 2012 collabora con Il Riformista, mentre dal 2009 al 2014 dirige la rivista Gli Altri
Dal 12 aprile 2016 al 29 marzo 2019 è stato direttore della nuova testata giornalistica Il Dubbio di Bolzano, che fa capo al Consiglio Nazionale Forense, creando forti critiche da parte della Associazione Nazionale Forense sull'opportunità della pubblicazione del giornale.
Il 2 aprile 2019 Sansonetti lascia la direzione de Il Dubbio e viene sostituito da Carlo Fusi; secondo Il Fatto Quotidiano la sostituzione sarebbe dovuta alla linea troppo di sinistra e ostile al Governo Conte I che il giornale aveva assunto durante la direzione di Sansonetti. Il 29 ottobre 2019 torna come direttore alla guida del rinato quotidiano Il Riformista.
Da anni è uno dei principali opinionisti politici di Rete 4 in trasmissioni come Quarta Repubblica, Zona bianca, Stasera Italia e sul TG4.
Nell'aprile 2023 lascia il ruolo di direttore de Il Riformista, venendo succeduto da Matteo Renzi, per diventare il mese successivo direttore del rinato quotidiano l'Unità.

## Procedimenti giudiziari
Ad ottobre 2021, a causa di un articolo del settembre 2014, viene condannato al pagamento di 50 mila euro per diffamazione nei confronti del magistrato Nino Di Matteo.
Nel 2023 viene condannato dal Tribunale di Avezzano per diffamazione nei confronti degli ex magistrati Roberto Scarpinato e Guido Lo Forte.

## Controversie
- Nell'ottobre 2010 rimane coinvolto in un fatto che colpisce l'opinione pubblica e il mondo del giornalismo:[19][20] il giornale da lui diretto licenzia Lucio Musolino,[21][22] giornalista che si è occupato negli anni di inchieste sulla 'Ndrangheta e che aveva denunciato rapporti tra l'organizzazione mafiosa ed il presidente della Regione Calabria Giuseppe Scopelliti.[23] Musolino verrà reintegrato con una sentenza del giudice del lavoro nel marzo 2011.[24]
- Nel 2009, con il centro-destra al governo, alcune posizioni filogovernative e aspramente critiche nei confronti della magistratura e dell'opposizione, nonché la partecipazione a varie puntate di Porta a Porta, hanno provocato un vivo dibattito nelle testate giornalistiche di centro-sinistra[25] del panorama editoriale italiano, in cui è stato accusato di funzionalità alla causa berlusconiana.[26][27]

## Opere
- I due volti dell'America. Gli Stati Uniti tra capitalismo selvaggio e Stato sociale, 1996, Editori Riuniti;
- Il futuro che vorrei. Riflessioni raccolte da Piero Sansonetti, 2001, Editori Riuniti;
- Dal '68 ai no-global. Trent'anni di movimento, 2002, Baldini Castoldi;
- Né un uomo né un soldo. Una cronaca del pacifismo italiano del Novecento, con Marrone Antonella, 2003, Baldini Castoldi;
- Il manuale della NONviolenza, Roma, Nuova Iniziativa Editoriale, 2004, SBN TO01298551.
- Il precursore del pacifismo moderno, prefazione a:  Francesco d'Assisi, Le lettere e il testamento, Roma, Edizioni Alegre, 2006, SBN CAG2057906.
- La sinistra è di destra, BUR-Biblioteca Universale Rizzoli, coll. FuturoPassato, Rizzoli, 2013 ISBN 978-88-586-4227-6.